# 概率与统计词汇表
本文旨在提供一份较为完整的有关概率与统计主题的术语列表，按条目对应的英文词组排序。

## A
- 可接受的决策规则
- 随机变量的代数
- 备择假设——統計檢定的一類假說
- 方差分析——簡稱ANOVA

## B
- 条形图——以条柱形显示的统计图
- 贝叶斯定理——概率论中的定理
- 贝叶斯估计量
- 贝叶斯因子
- 贝叶斯推断——一种从先验分布和经验数据更新模型后验概率的统计推断方法
- 偏差 (统计学)
- 二元数据
- 二项分布——機率分布
- 双变量分析
- 区组 (統計學)
- Box–Jenkins method
- 箱线图

## C
- 因果关系#统计学与经济学——原因与结果之间互相依存的关系
- 中心极限定理——統計學定理
- 中心矩——統計學名詞
- 特征函数 (概率论)——函數
- 卡方分布——機率分布
- 卡方检验——假說檢定的一種
- 聚类分析——统计分析方法，把原始统计对象集合分割成不同的子类，使得每个子类内的统计对象具有较高的相似度，而不同子类中的数据对象则是不相似的
- 聚类抽样
- 互补事件——逻辑学概念
- 完全随机设计
- 计算统计学
- 伴随变量
- 条件分布——機率論中的概念
- 条件概率——機率論名詞
- 条件概率分布——機率論中的概念
- 置信区间——統計學名詞
- 置信水平——統計學名詞
- 混杂变量
- 共轭先验
- 连续变量——数学中定量变量的种类
- 便利抽样
- 相关 (概率论)——兩個隨機變量或雙變量數據之間的任何統計關係，無論是否為因果關係
- 相关不蕴涵因果
- 计数数据
- 协方差——統計學名詞

## D
- 数据——描述客观事实的符号记录，多用于自动化信息处理
- 数据分析
- 数据集——数据的集合
- 数据点
- 决策规则
- 决策理论——研究代理人選擇的理由
- 自由度 (统计学)——統計學名詞
- 密度估计
- 相关与依赖
- 因变量——數學名詞
- 描述性统计
- 实验设计——統計學分支
- 偏差 (统计学)
- 离散变量——数学中定量变量的种类
- 点图 (统计学)
- 双重计数 (谬误)

## E
- 基本事件
- 估计理论
- 估计量——統計學名詞
- 期望值——概率论与数理统计的概念，描述一个随机事件中随机变量的平均值
- 随机试验——可重复性的试验、结果是可知的并且事先能明确所有可能的结果，试验之前不能确认结果是哪一个
- 指数族
- 事件 (概率论)——在統計中，分配機率的結果集

## F
- 因子分析
- 析因实验
- 频率 (统计学)
- 频率分布
- 频率域
- 频率学派推断

## G
- 一般线性模型——統計學上常見的線性模型
- 广义线性模型
- 分组数据

## H
- 直方图——数理统计中表示频数或频率分布的图

## I
- 独立 (概率论)——機率論名詞
- 自变量和因变量——數學名詞
- 四分位距 (IQR)

## J
- 联合分布——對兩個隨機變數X和Y，其聯合分布是同時對於X和Y的機率分布
- 联合概率——機率論名詞

## K
- 卡尔曼滤波
- 核 (统计学)
- 核密度估计
- 峰度——形狀量數

## L
- L-矩
- 大数定律——統計學名詞
- 似然函数——統計學名詞
- 损失函数
- 似然比检验

## M
- M-估计量
- 边缘分布——多維隨機變數中，只包含其中部分變數的機率分布。
- 边缘似然
- 边缘概率——機率論名詞
- 马尔可夫链蒙特卡洛
- 数理统计学——學科
- 最大似然估计——一种统计方法
- 均值——统计中的一个重要概念，表示一组数字的“中心”的数值，且介于该组数字的极端值之间
- 中位数——數值集合中，不大於一半元素，也不小於另一半元素的數
- 中值绝对离差
- 众数 (统计学)——一組數據中出現次數最多的數據值
- 移动平均——計算方法
- 多峰分布
- 多元分析——統計學的一支
- 多元核密度估计
- 多元随机变量
- 互斥——概念
- 相互独立性——機率論名詞

## N
- 非参数回归
- 非参数统计——統計學分支
- 非抽样误差
- 正态分布——常见的描述连续性数据的概率分布
- 正态概率图
- 零假设——統計檢定的一類假說

## O
- 民意调查——對公眾意見的社會調查
- 最优决策
- 最优设计
- 异常值——統計時，與其他數據有顯著差異的值

## P
- p值——統計學名詞
- 成对独立
- 统计参数——統計學名詞
- 粒子滤波器
- 百分位数
- 饼图——饼状统计图
- 点估计——統計學名詞
- 统计功效——當對立假說為真時正確地拒絕虛無假說的機率
- 先验概率——貝氏統計學中的概念
- 参数 (統計)——統計學名詞
- 后验概率——貝氏統計學中的概念
- 主成分分析——統計分析、簡化數據集的方法
- 概率——數學基本概念
- 概率密度函数——PDF，統計學名詞
- 概率分布——統計學概念
- 概率测度
- 概率图 (消歧)
- 概率空间——機率論基礎

## Q
- 分位数
- 四分位数
- 配额抽样

## R
- 随机变量——統計學名詞
- 分区 (统计学)
- 全距
- 递归贝叶斯估计
- 回归分析——統計學上一種分析數據的方法
- 重复测量设计
- 响应变量——數學名詞
- 受限随机化
- 稳健统计
- 舍入误差

## S
- 样本均值与协方差
- 样本空间——數學名詞
- 抽样——統計學名詞
- 偏差样本
- 抽样分布
- 抽样误差——指仅因使用总体中的样本而非整个总体而产生的统计误差
- 散点图——图表
- 尺度参数
- 显著性水平——統計學名詞
- 简单随机样本
- 辛普森悖论——数据统计悖论
- 偏度——形狀量數
- 意大利面图
- 光谱偏倚
- 标准差——統計學名詞
- 标准误——統計學名詞
- 标准分——統計學名詞
- 统计量——統計學名詞
- 统计图形
- 统计假设检验——推論統計學中用於檢定統計資料的一種方法
- 统计独立性——機率論名詞
- 统计推断——統計學名詞
- 统计模型——數學模型
- 统计总体——統計分析的對象，具某公共性質的物件之全體
- 离散程度
- 统计参数——統計學名詞
- 统计显著性——統計學名詞
- 统计——研究数据的收集、分析、解释与呈现的学科
- 随机过程——随机数学的一个分支，主要研究随“时间”变化的动态的随机变量及随机现象，后者被广泛用作描述那些看似以随机方式变化的系统和现象的数学模型
- 学生t检验——假說檢定的一種
- 干叶图
- 分层抽样——统计学抽取样本的一种方法
- 调查方法
- 生存函数
- 幸存者偏差——非形式谬误，在于过分关注那些通过某种筛选过程的人或事物，而忽视那些未通过筛选的人或事物，通常是因为后者缺乏可见性
- 对称概率分布
- 系统抽样

## T
- 检验统计量
- 时间域
- 时间序列——按照时间先后顺序排列的随机变量数组
- 随机试验——可重复性的试验、结果是可知的并且事先能明确所有可能的结果，试验之前不能确认结果是哪一个
- 截尾估计量
- 第一类错误与第二类错误——統計學名詞

## U
- 单峰概率分布

## V
- 方差——描述一個隨機變數的離散程度

## W
- 加权算术平均值
- 加权中位数

## X
- 异或——当且仅当两个输入值中一个为真时输出为真

## Y
- 特斯连续性校正，尤尔校正

## Z
- Z检验——假說檢定的一種